# Kobyłecka Polana
Kobyłecka Polana (ukr. Кобилецька Поляна, Kobyłećka Poljana, ros. Кобылецкая Поляна, słow. Poľana Kobilská, węg. Gyertyánliget) – osiedle typu miejskiego w rejonie rachowskim obwodu zakarpackiego Ukrainy.

## Historia
Pierwsza wzmianka o miejscowości pochodzi z 1672, status osiedla typu miejskiego posiada od 1971.
W 1989 liczyło 3025 mieszkańców.
W 2013 liczyło 3420 mieszkańców.